# Taimanin
Taimanin (яп. 対魔忍) — медиа-франшиза компании LILITH. Изначально серия визуальных новелл в жанре эроге, со временем разрослась до хентайных OVA и JAV-адаптаций. Хотя основная серия известна своим экстремальным фетиш-контентом, после выхода Action Taimanin серия также начала пользоваться успехом.

## История
Тайманин или же противодемонические ниндзя (англ. Anti-Demon Ninja) — это группа высококвалифицированных ниндзя, которым поручено сражаться с демонами и коррумпированными организациями ради поддержания порядка и стабильности. Они используют противодемонические частицы (яп. 対魔粒子, англ. Anti Demon Particles) для борьбы с противниками. Действие серии происходит в вымышленной версии сверхсовременного Токио. Вселенная разделена на мир людей и мир демонов. Изначальный сюжет первых игр сосредоточен вокруг Асаги Игавы (яп. 井河アサギ) и её борьбы с заклятым врагом Оборо (яп. 朧) после того, как она похитила жениха Асаги. Серию называют одной из самых запоминающихся серий эроге игр 2000-х годов.

## Игры серии

### Основные
- 2005 — Taimanin Asagi (ПК, Android)
- 2006 — Taimanin Asagi 2 (ПК, Android)
- 2008 — Taimanin Murasaki: Kunoichi Kairai Dorei ni Otsu (ПК)
- 2011 — Taimanin Yukikaze (ПК)
- 2012 — Taimanin Asagi 3 (ПК)
- 2015 — Taimanin Yukikaze 2 (ПК, Android)
- 2015 — Taimanin Kurenai (ПК)
- 2018 — Taimanin Asagi ZERO (ПК, Android)
- 2019 — Mama wa Taimanin (ПК, Android)

### Спин-оффы
- 2006 — Taimanin Asagi Gaiden: Chaos Arena (ПК)
- 2014 — Taimanin Asagi -Battle Arena- (Браузер)
- 2018 — Taimanin RPG (Браузер)
- 2019 — Action Taimanin (iOS, Android, ПК)
- 2020 — Taimanin Collection: Battle Arena (ПК)
- 2022 — Taimanin GOGO! (iOS, Android)
- 2023 — Taimanin RPG Extasy (iOS, Android, ПК, браузер)

### Сборники
- 2011 — Taimanin Asagi PREMIUM BOX (ПК)

## Внешние ссылки
- taimanintv.com — официальный сайт Taimanin  (яп.)